# Deveti Maj
Deveti Maj (Servisch cyrillisch Девети Мај) is een plaats in de Servische gemeente Palilula (Niš). De plaats telt 4305 inwoners (2002).